# عین‌الله علاء
عین‌الله علاء (زادهٔ ۱۳۲۱ در علی‌آباد کتول) نمایندهٔ حوزهٔ انتخابیهٔ علی‌آباد کتول در دورهٔ پنجم مجلس شورای اسلامی بوده‌است. وی پیش‌تر در دورهٔ سوم نیز عضو این مجلس بود.